# Тугаринов, Евгений Святославович
Евге́ний Святосла́вович Туга́ринов (родился 11 июня 1958, Москва) — советский, российский хоровой дирижёр, регент церковных хоров, педагог, исследователь русского церковного пения и русской эмиграции, член правления Московского музыкального общества, председатель правления Русского православного хорового общества, кандидат искусствоведения (2005), член Союза писателей России.

## Биография
Евгений Святославович Тугаринов родился в 1958 году в Москве в семье музыкантов. Продолжая семейную традицию, учился в музыкальной школе и по окончании 8-го класса общеобразовательной школы поступил в Государственное музыкальное училище имени Гнесиных, затем Московскую государственную консерваторию имени П. И. Чайковского, где учился на дирижёрско-хоровом факультете в специальном классе профессора Б. И. Куликова и доцента Б. М. Ляшко. С 1977 года работал учителем пения в школе. В 1982 году с отличием окончил консерваторию, после чего до 1984 года служил в армии в ансамбле в Москве, в 1985—1987 — ассистентура-стажировка (руководитель — профессор В. Г. Соколов), поступил в аспирантуру в 1986 году (руководитель — профессор В. В. Протопопов) и в 2005 году защитил диссертацию на соискание учёной степени кандидата искусствоведения по теме «Великий русский регент В. С. Орлов».
В последующие годы работал преподавателем в различных музыкальных учебных заведениях, включая Музыкальное училище имени Гнесиных, Православный Свято-Тихоновский богословский институт и Московскую консерваторию.
Е. С. Тугаринов сотрудничал с такими выдающимися хоровыми дирижёрами как В. Г. Соколов (Государственный московский хор, 1985—1987) и В. Н. Минин (Московский государственный академический камерный хор, 1990—1991).
В 2000-е годы был приглашён регентом хора лондонского Успенского кафедрального собора протоиереем Михаилом Фортунато принять хор, которым о. Михаил руководил 40 лет. С 1998 Е. С. Тугаринов регулярно посещал Лондон, занимаясь с хором по несколько недель как хормейстер, в 2001 принял приглашение митрополита Сурожского Антония стать регентом собора, и пройдя восьмимесячное обучение, с 2002 года приступил к самостоятельной работе, продлившейся до апреля 2014 года, получил практический регентский опыт, познакомился с творчеством и жизнью целого ряда выдающихся регентов Русского Зарубежья прошлых лет. Создатель и руководитель Русского лондонского хора (2003—2006).

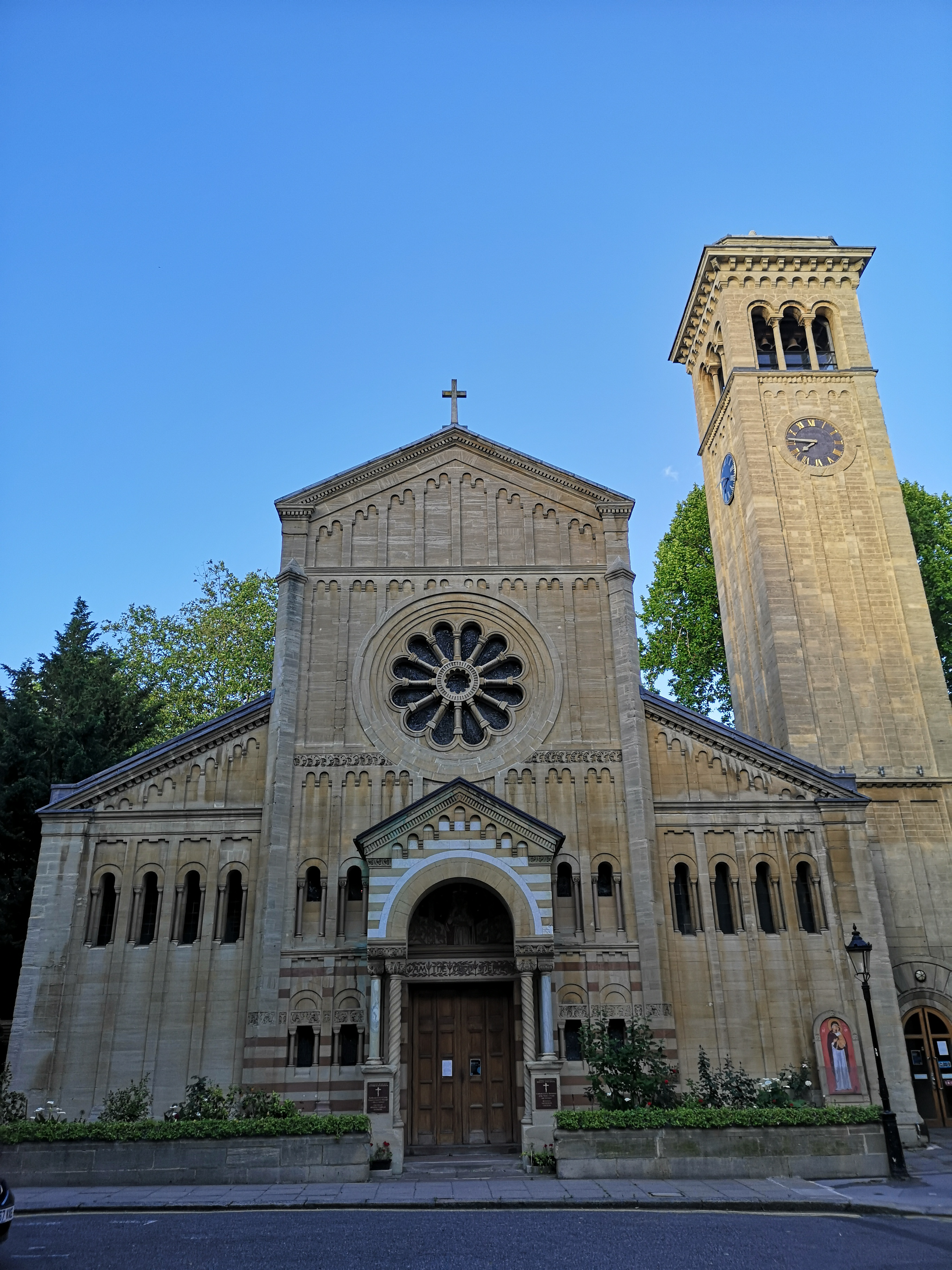
Собор Успения Божией Матери, Лондон, Сурожская епархия

В мае 2014 г. стал старшим регентом Богоявленского кафедрального собора в Москве, где проработал до марта 2017 г.
Важной частью творческой жизни Е. С. Тугаринова является художественное руководство детской хоровой студией «Царевич» при Свято-Димитриевской школе. Руководитель проекта «Русские регенты. Объединение», нацеленного на сохранение живой певческой традиции, которая была перенесена русской эмиграцией в страны Западной Европы, Азии и Америки. Первый этап проекта, прошедший в 2022—2023 годах, стал победителем конкурса Президентского фонда культурных инициатив. Сами семинары регулярно проводятся в разных городах России и привлекают сотни регентов и певчих со всей страны. Преподавателями становятся признанные мастера церковного хорового пения.
Е. С. Тугаринов является автором нескольких книг, посвящённых жизни и деятельности регентов, истории церковных хоров России и Русского Зарубежья. Его работы включают в себя биографии русских регентов, а также исследования по церковному пению.

## Семья
Евгений Святославович родился и вырос в семье музыкантов, отец его, Святослав Тугаринов в течение многих лет пел в Краснознамённом ансамбле песни и пляски Советской Армии (баритон), старший брат Юрий стал хормейстером и композитором, сын Дмитрий — регент лондонского Успенского кафедрального собора (с 2020).

## Публикации
- Е. С. Тугаринов. Великий русский регент В. С. Орлов. — М.: Музыка; Изд-во Моск. подворья Свято-Троицкой Сергиевой лавры, 2004. — 398 с. — 1000 экз. — ISBN 5-7140-0175-3.
- Евгений Тугаринов. Како воспоём песнь Господню. — М.: ПСТГУ, 2012. — 160 с. — (Церковные хоры русского зарубежья и их регенты). — 500 экз. — ISBN 978-5-7429-0404-5.[19]
- Евгений Тугаринов. Русские регенты. — М.: Паломник, 2014. — Т. 1. — 352 с. — 1000 экз. — ISBN 978-5-88060-086-1.
- Евгений Тугаринов. Регенты Русского зарубежья. Англия. Франция // Русские регенты. — М.: Паломник, 2015. — Т. 2. — 524 с. — 1000 экз. — ISBN 978-5-88060-093-9.
- Митрополит Антоний Сурожский : биография в свидетельствах современников / сост. Е. С. Тугаринов. — М.: Никея, 2015. — 335 с. — 5000 экз. — ISBN 978-5-91761-418-2.
- Е. С. Тугаринов. Встречи : Сб. рассказов. — М.: Паломник, 2018. — 1000 экз. — ISBN 978-5-87468-129-6.[20]
- Евгений Тугаринов. Бомба : Сб. рассказов. — М.: Медиа-Гранд, 2022. — 300 экз.
- Евгений Тугаринов. Карельские акварели. — М.: Медиа-Гранд, 2022. — 240 с. — 150 экз. — ISBN 978-5-6045921-6-8.
- Евгений Тугаринов. Берестяная грамота : Сб. рассказов. — М.: Медиа-Гранд, 2022. — 300 экз.
- Евгений Тугаринов. Серая лошадь. — М.: Медиа-Гранд, 2023. — 300 экз.
- Воспоминания о митрополите Антонии Сурожском / автор-составитель Е. Тугаринов. — М.: Паломник, 2023. — 508 с. — 500 экз. — ISBN 978-5-87468-163-0.[21]

## Дискография
- Духовные песнопения С. И. Танеева (Камерный хор ПСТБИ, 2000)
- Литургия дьякона Сергия Трубачева (объединённый мужской хор, 2007)